# Luca Scribani Rossi
Luca Scribani Rossi, född 29 december 1960 i Rom, är en italiensk före detta sportskytt.
Han blev olympisk bronsmedaljör i skeet vid sommarspelen 1984 i Los Angeles.